# Dirk Stederoth
Dirk Stederoth (* 1968 in Kassel) ist ein deutscher Philosoph und außerplanmäßiger Professor an der Universität Kassel.

## Leben
Von 1990 bis 1995 studierte er Philosophie und Soziologie an der Gesamthochschule Kassel. Nach der Promotion 2000 im Fachgebiet Philosophie der Gesamthochschule Kassel war er von 2002 bis 2003 wissenschaftlicher Mitarbeiter (Praktische Philosophie) am Institut für Philosophie der Universität Kassel. Nach der Habilitation 2013 in Philosophie am FB02 Geistes- und Kulturwissenschaften der Universität Kassel ist er seit 2019 außerplanmäßiger Professor mit dem Fachgebiet Geschichte der Philosophie. Seine Forschungsschwerpunkte sind:
- Klassische Deutsche Philosophie
- Kritische Theorie
- Philosophie der Musik
- Bildungsphilosophie
- Interkulturelle Philosophie[2]

## Schriften (Auswahl)
- Brechungen des realen Geistes: ein komparatorischer Kommentar zu Hegels "Philosophie des subjektiven Geistes" (Kassel, Dissertation, 2000)[1]
- Hegels Philosophie des subjektiven Geistes. Ein komparatorischer Kommentar. De Gruyter, Berlin, 2001. ISBN 978-3-05-004767-6
- Freiheitsgrade. Zur systematischen Differenzierung praktischer Freiheit. transcript Verlag, Bielefeld, 2015. ISBN 978-3-8394-3089-7
- Reale Avatare. Zur Versponnenheit des Menschen in der Netzkultur. Springer Verlag, Berlin, 2022. ISBN 978-3-662-65478-1
- mit Dominik Novkovic, Werner Thole: Die Befähigung des Menschen zum Menschen: Heinz-Joachim Heydorns kritische Bildungstheorie. Springer, 2019. ISBN 978-3-658-24214-5
- mit Werner Thole, Leonie Wagner: ,Der lange Sommer der Revolte‘ Soziale Arbeit und Pädagogik in den frühen 1970er Jahren. Springer, 2020. ISBN 978-3-658-28178-6